# Phasis clavum
Phasis clavum is een vlinder uit de familie van de Lycaenidae. De wetenschappelijke naam van de soort is voor het eerst gepubliceerd in 1935 door Desmond P. Murray.
De soort komt voor in Namibië en Zuid-Afrika.